# 霍赫施塔德爾山
47°41′08″N 15°04′30″E / 47.685556°N 15.075000°E

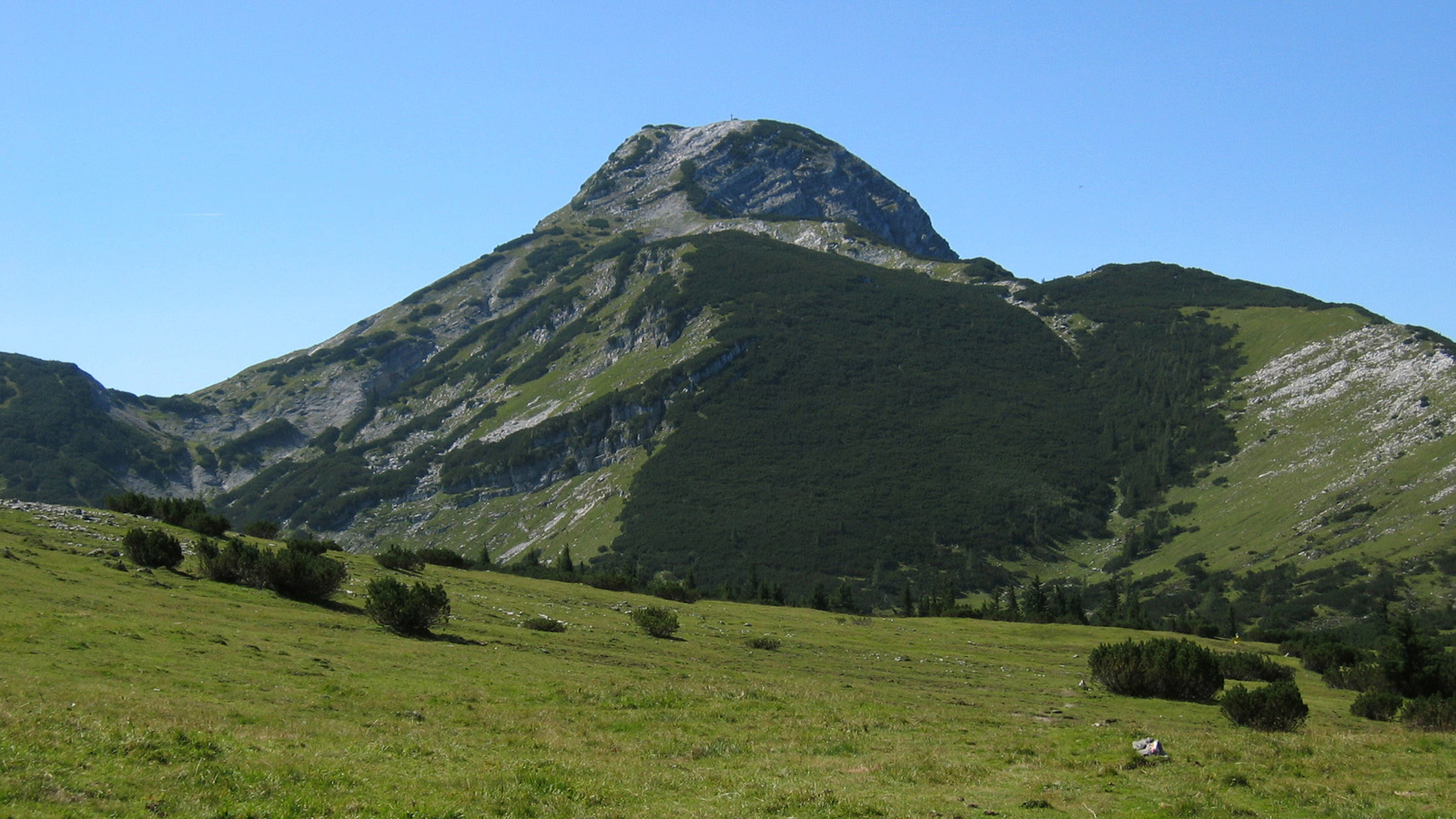

霍赫施塔德爾山（德語：Hochstadl），是奧地利的山峰，位於該國東南部，由施泰爾馬克州負責管轄，屬於伊布斯阿爾卑斯山脈的一部分，海拔高度1,919米，每年平均降雨量1,594毫米。